# Roccaforte del Greco

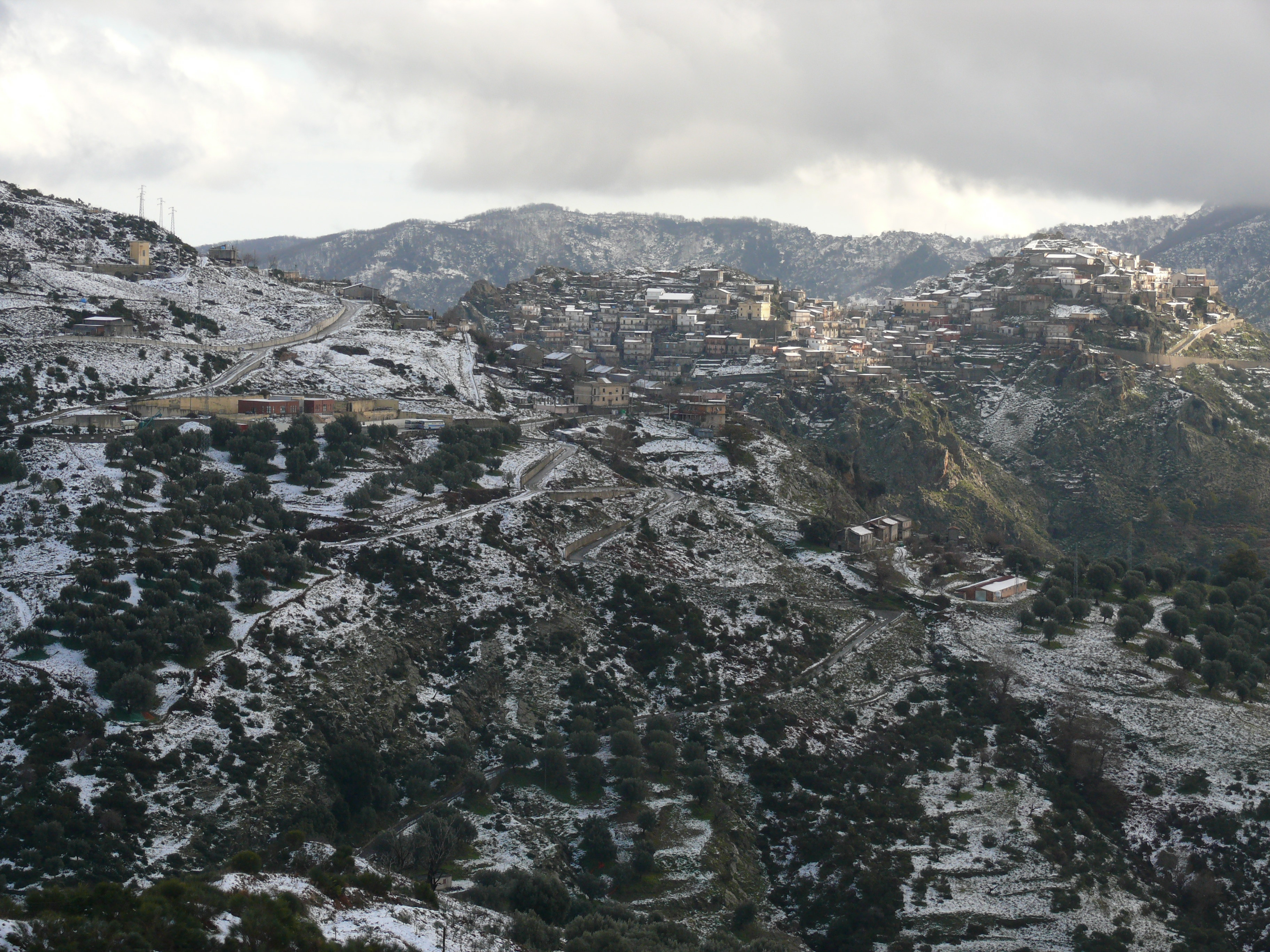
Der Nationalpark Aspromonte um Roccaforte del Greco

Roccaforte del Greco (griechisch bzw. graeco-kalabrisch: Vuni) ist eine süditalienische Gemeinde (comune) mit 317 Einwohnern (Stand 31. Dezember 2023) in der Metropolitanstadt Reggio Calabria in Kalabrien. Die Gemeinde liegt etwa 23 Kilometer ostsüdöstlich von Reggio Calabria inmitten des Nationalparks Aspromonte am Amendolea.

## Einzelnachweise

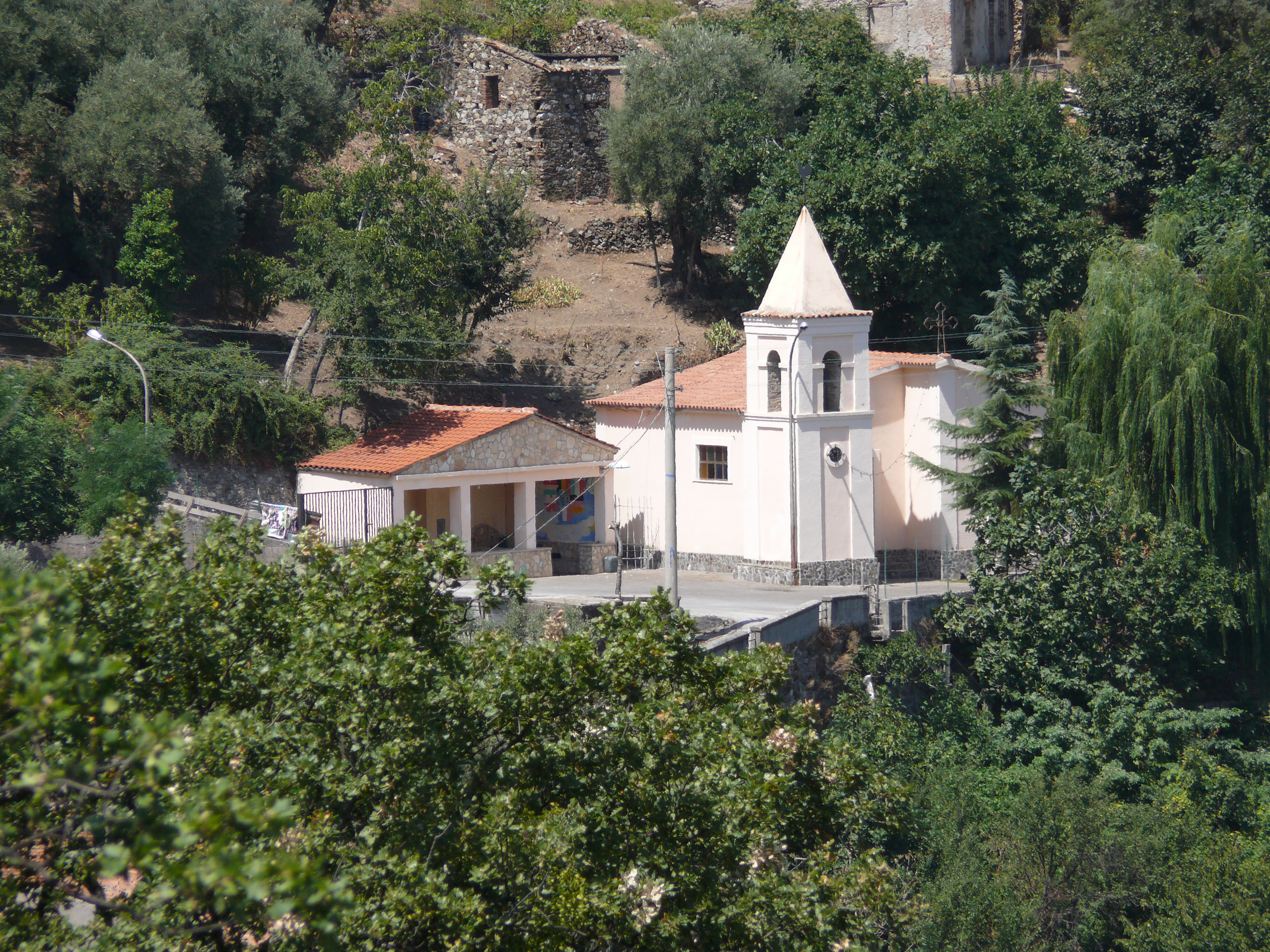
Die Kirche im Ortsteil Ghorio